# Сарбегово
Сарбегово, още Асарбегово или Асар бей (на гръцки: Δροσερό, Дросеро, катаревуса: Δροσερόν, Дросерон, до 1927 година Ασιάρ Βέη, Асяр Веи), е село в Егейска Македония, дем Пела на административна област Централна Македония.

## География
Селото е разположено в Солунското поле на 15 m надморска височина, на 19 km западно от Енидже Вардар (Яница) и на 10 km северно от Кадиново (Галатадес).

## История

### В Османската империя
В началото на XX век Сарбегово е село в Ениджевардарска каза на Османската империя. Църквата „Свети Георги“ е от 1853 година. Александър Синве („Les Grecs de l’Empire Ottoman. Etude Statistique et Ethnographique“), който се основава на гръцки данни, в 1878 година пише, че в Асар бей (Assar-Bey), Воденска епархия, живеят 180 гърци. Към 1900 година според статистиката на Васил Кънчов („Македония. Етнография и статистика“) Сарбегово брои 300 жители българи и 100 турци.
Според Христо Силянов след Илинденското въстание в 1904 година цялото село (Сар бегово) минава под върховенството на Българската екзархия. По данни на секретаря на екзархията Димитър Мишев („La Macédoine et sa Population Chrétienne“) в 1905 година в Сарбегово (Sarbegovo) има 360 българи екзархисти.
Кукушкият околийски училищен инспектор Никола Хърлев пише през 1909 година:
| „ | Сарбегово, 5/III, 1 3/4 ч. от Свети Георги. Всичко 59 къщи: 32 български екзархийски и 27 турски. От българските къщи само три свойщина. Поминъкът е земеделие. Черквата е затворена. Тя няма никакви имоти. Училището е двуетажно, една класна стая, големина 5Х3Х2 1/2 m, дюшеме, таван, добре осветлявана. | “ |

### В Гърция
През Балканската война в 1912 година селото е окупирано от гръцки части и остава в Гърция след Междусъюзническата война в 1913 година. 
Турското му население се изселва по силата на Лозанската конвенция и на негово място са настанени 289 гърци бежанци от село Тайфири в Източна Тракия и Ираклио, Никомидийско в Мала Азия, а в 1925 година в селото се заселват и власи. 58 българи се изселват в България.
В 1927 година селото е прекръстено на Дросерон. Според преброяването от 1928 година селото е чисто бежанско със 75 бежански семейства с 264 души.
По време на Гражданската война селото пострадва силно. Много хора емигрират в социалистическите страни. През февруари 1946 година селото е изцяло напуснато от жителите си. На 3 юли 1947 година цялото село с изключение на десетина къщи и църквата е изгорено. Жителите на Сарбегово се връщат в селото в 1950 година след края на войната.
По време на Втората световна война 34 души от селото се определят като българи и получават паспорт от Солунския български клуб.
Населението произвежда овошки, жито, памук, а частично се занимава и със скотовъдство.
Според Тодор Симовски от 558 жители в 1991 година една трета са с местен произход.
| Име       | Име        | Ново име | Ново име | Описание                   |
| --------- | ---------- | -------- | -------- | -------------------------- |
| Мучара    | Μουτσάρα   | Неротопи | Νεροτόπι | местност на Ю от Сарбегово |
| Йери Бара | Γερή Μπάρα | Елос     | Έλος     | местност на З от Сарбегово |

| Година    | 1913 | 1920 | 1928 | 1940 | 1951 | 1961 | 1971 | 1981 | 1991 | 2001 | 2011 | 2021 |
| --------- | ---- | ---- | ---- | ---- | ---- | ---- | ---- | ---- | ---- | ---- | ---- | ---- |
| Население | 422  | 439  | 636  | 779  |      | 644  | 622  | 615  | 558  | 496  | 457  | 391  |

## Личности
Родени в Сарбегово
- Антониос Папапетру (Αντώνιος Παπαπέτρου), гръцки андартски деец, агент от втори ред[14]
- Атанас Каишев, български революционер от ВМОРО[15]
- Атанас Ляпчев, български революционер от ВМОРО[15]
- Божин Сотиров, български революционер от ВМОРО[15]
- Вангел Айчакинот, български революционер от ВМОРО[15]
- Ване Чорбов, български революционер от ВМОРО[15]
- Ванчо Кръчонов, български революционер от ВМОРО[15]
- Георги Бърдаков, български революционер от ВМОРО[15]
- Георги Бакалов, български революционер от ВМОРО[15]
- Георги Танулев, български революционер от ВМОРО[15]
- Глигор Градешлиев, български революционер от ВМОРО[15]
- Димитриос Карантонис (Δημήτριος Καραντώνης), гръцки андартски деец, агент от трети ред, убива двама свои нападатели българи, а след това е арестуван от турските власти[14]
- Ефтим Стариянчев, български революционер от ВМОРО[15]
- Йоанис Граматикас (Ιωάννης Γραμματίκας), гръцки андартски деец, агент от трети ред[14]
- Йован Бърдаков, български революционер от ВМОРО[15]
- Йован Думовчиев, български революционер от ВМОРО[15]
- Камена Танулева, българска революционерка от ВМОРО, ръководител на женската организация[15]
- Константинос Граматикас (Κωνσταντίνος Γραμματίκας), гръцки андартски деец, агент от трети ред, убит с роднината си Йоанис Граматикас от българска чета[14]
- Мице Айдърчев, български революционер от ВМОРО[15]
- Мице Гюпчето, български революционер от ВМОРО[15]
- Мице Сотиров, български революционер от ВМОРО[15]
- Ристо Синделиев, български революционер от ВМОРО, ковчежник[15]
- Ристо Стариянчев, български революционер от ВМОРО[15]
- Ристо Хаджиевски, български революционер от ВМОРО[15]
- Стоян Колишиков, български революционер от ВМОРО[15]
- Стоян Стариянчев, български революционер от ВМОРО[15]
- Томо Стариянчев, български революционер от ВМОРО[15]
- Тормо Думовчиев, български революционер от ВМОРО[15]
- Траян Пешков, български революционер от ВМОРО, селски ръководител[15]